# 이정현 (1988년)
이정현(1988년 1월 13일 ~ )은 대한민국의 전직 스타크래프트 II 프로게이머이다. 길드는 Op ClaNWHITE-이며 Its[WHITE]라는 아이디를 사용하며, 종족은 저그였다.

## 생애
2008년 상반기 드래프트에서 삼성전자 칸의 1차 지명으로 입단하였다.
2011년 4월 25일, 권수현과 함께 공군 ACE에 입대하여 신한은행 프로리그 10-11 6라운드부터 공군 ACE 소속으로 활동 중이었다가 SK플래닛 스타크래프트 II 프로리그 시즌 2를 끝으로 공군이 해체되었고, 잔여 기간은 일반병으로 지내다가 2013년 4월 24일, 동기 권수현과 함께 제대하였다. 제대 이후 은퇴하였다.

## 주요 기록
- 2008년 1월 제36회 커리지매치 입상